# Tadiran Ltd
Tadiran Ltd — компания, основанная в 1958 году в составе военно-промышленного комплекса Израиля. Основная часть продукции поступала на рынок США. Концерн осуществлял выпуск бытовой и военной телекоммуникационной техники, средств связи, различных элементов питания, холодильников и кондиционеров. Позднее подразделения концерна были распроданы по частям.
Подразделение Tadiran Communications Ltd, занимающееся производством аппаратуры военного назначения, было выкуплено 1 июля 2008 года компанией Elbit Systems. Компания обеспечивает поставку в армию США
больших коммуникационных систем. На многих малогабаритных ракетах, в том числе и на ракете «Стингер», установлены электронные системы наведения данной фирмы. Грузинские беспилотные самолёты (БПЛА) производства именно этой компании были сбиты в мае 2008 года.
Tadiran Telecom Ltd — это частная компания, занимающаяся производством УАТС под торговой маркой Coral и FlexiCom, ранее входившая в концерн Tadiran Ltd, акции которой принадлежат Africa-Israel Communication (75 %) и Gifford Ltd. (25 %), имеющая главный офис в Израиле и офисы в Нью-Йорке, Пекине, Москве, Киеве и Нью-Дели. Оборудование Tadiran Telecom используется в более 40 странах мира; компания имеет 6 крупных и 35 территориально-распределенных сервисных центров и 200 бизнес-партнеров по всему миру.
В июле 2004 года подразделение Tadiran Appliances Ltd. («Тадиран муцарей цриха Ltd.»), занимающееся производством, импортом, распространением и поддержкой кондиционеров и прочих систем кондиционирования воздуха, вошло в состав американской компании «Carrier Corporation». В конце 2009 года подразделение было выкуплено у «Carrier Corporation» за 16 миллионов шекелей компанией по производству и распространению электротоваров «Кристал Муцарей Цриха Ltd.». В результате слияния «Кристал» и «Тадиран Appliances» была основана компания Тадиран Холдингс Ltd., осуществляющая свою основную деятельность в сфере электротоваров и кондиционирования посредством компании Taдиран Group Ltd..
В феврале 2005 года в США зарегистрирована компания Tadiran Power Inc., которая успешно поставляет холодильное, климатическое и технологическое оборудование на рынки Северной, Центральной и Южной Америки. Головной офис Tadiran Power Inc. находится в Нью-Йорке, занимается международными связями между собственными подразделениями и развитием внешних рынков.